# Ermenrich
Ermenrich (auch Hermerich, Hermanaricus, span. und port. Hermerico; * um 360; † 441) war der erste König der Sueben in dem Gebiet der ehemaligen römischen Provinz Gallaecia, das im Nordwesten der iberischen Halbinsel lag. Er regierte das von ihm errichtete Königreich der Sueben in der Zeit von 409 bis 438. 
Er stammte angeblich aus Mähren und Oberungarn/Donau, überschritt 406 den Rhein (siehe Rheinübergang von 406) und verwüstete Gallien. Unter seiner Herrschaft ließen sich die Sueben im Jahr 409 in Galicien nieder und gründeten 411 das Reich der Sueben. Er war seit 438 wegen Krankheit regierungsunfähig und setzte seinen Sohn Rechila zum König ein. Noch für 441 bezeichnet ihn der Chronist Hydatius als rex Sueuorum, sodass er offenbar den Titel beibehielt.
Sein Sohn Rechila eroberte Baetica und Sevilla. Trotz oder gerade wegen der schlechten Quellenlage für die Könige der Sueben in Spanien lässt sich vermuten, dass Ermenrichs Dynastie noch bis zum Ende des Suebenreiches unter Eborich 584 die Sueben anführte.